# Mistrzostwa Europy w Lekkoatletyce 1958 – bieg na 110 m przez płotki mężczyzn

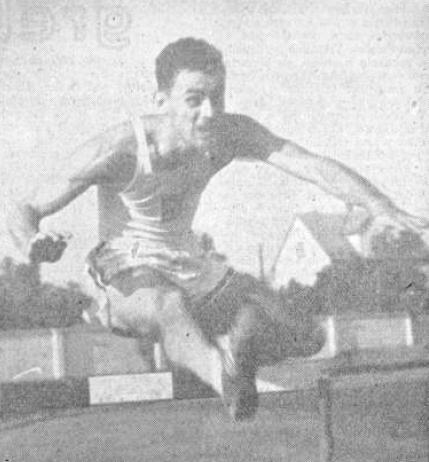
Stanko Lorger

Bieg na dystansie 110 metrów przez płotki mężczyzn był jedną z konkurencji rozgrywanych podczas VI Mistrzostw Europy w Sztokholmie. Biegi eliminacyjne zostały rozegrane 22 sierpnia, półfinałowe 23 sierpnia, a bieg finałowy 24 sierpnia 1958 roku. Zwycięzcą tej konkurencji został reprezentant wspólnej reprezentacji Niemiec Martin Lauer. W rywalizacji wzięło udział dwudziestu jeden zawodników z piętnastu reprezentacji.

## Rekordy
| Rekord świata     | Jack Davis (USA)    | 13,4 | Bakersfield, Stany Zjednoczone | 22.06.1956 |
| Rekord Europy     | Martin Lauer (FRG)  | 13,7 | Kolonia, RFN                   | 31.07.1957 |
| Rekord mistrzostw | Donald Finlay (GBR) | 14,3 | Paryż, Francja                 | 04.09.1938 |

## Wyniki

### Eliminacje
Bieg 1
| Miejsce | Zawodnik        | Czas | Uwagi |
| ------- | --------------- | ---- | ----- |
| 1       | Martin Lauer    | 14,2 | Q CR  |
| 2       | Tor Olsen       | 14,8 | Q     |
| 3       | Nereo Svara     | 15,0 | Q     |
| 4       | Milad Petrušić  | 15,2 |       |
| 5       | Eamonn Kinsella | 15,3 |       |

Bieg 2
| Miejsce | Zawodnik           | Czas | Uwagi |
| ------- | ------------------ | ---- | ----- |
| 1       | Anatolij Michajłow | 14,5 | Q     |
| 2       | Peter Hildreth     | 14,5 | Q     |
| 3       | Jacques Dohen      | 14,9 | Q     |
| 4       | Peter Nederhand    | 14,9 |       |
| 5       | Lars Bergland      | 15,3 |       |
| 6       | Joanis Kambadelis  | 15,3 |       |

Bieg 3
| Miejsce | Zawodnik           | Czas | Uwagi |
| ------- | ------------------ | ---- | ----- |
| 1       | Stanko Lorger      | 14,4 | Q     |
| 2       | Georgios Marsellos | 14,8 | Q     |
| 3       | Eef Kamerbeek      | 14,8 | Q     |
| 4       | Ivan Veselský      | 15,0 |       |
| 5       | Edward Bugała      | 15,3 |       |
| 6       | Heinrich Staub     | 15,5 |       |

Bieg 4
| Miejsce | Zawodnik         | Czas | Uwagi |
| ------- | ---------------- | ---- | ----- |
| 1       | Giorgio Mazza    | 14,5 | Q     |
| 2       | Kenneth Johanson | 14,6 | Q     |
| 3       | Günter Brand     | 15,6 | Q     |
| 4       | Georges Salmon   | 15,6 |       |

### Półfinały
Półfinał 1
| Miejsce | Zawodnik           | Czas | Uwagi |
| ------- | ------------------ | ---- | ----- |
| 1       | Martin Lauer       | 14,5 | Q     |
| 2       | Peter Hildreth     | 14,9 | Q     |
| 3       | Anatolij Michajłow | 14,9 | Q     |
| 4       | Tor Olsen          | 14,9 |       |
| 5       | Nereo Svara        | 15,0 |       |
| 6       | Eef Kamerbeek      | 15,1 |       |

Półfinał 2
| Miejsce | Zawodnik           | Czas | Uwagi |
| ------- | ------------------ | ---- | ----- |
| 1       | Stanko Lorger      | 14,4 | Q     |
| 2       | Giorgio Mazza      | 14,9 | Q     |
| 3       | Kenneth Johanson   | 14,8 | Q     |
| 4       | Jacques Dohen      | 14,9 |       |
| 5       | Georgios Marsellos | 15,0 |       |
| 6       | Günter Brand       | 15,1 |       |

### Finał
| Miejsce | Zawodnik           | Czas | Uwagi |
| ------- | ------------------ | ---- | ----- |
| 1       | Martin Lauer       | 13,7 | CR    |
| 2       | Stanko Lorger      | 14,1 |       |
| 3       | Anatolij Michajłow | 14,4 |       |
| 4       | Peter Hildreth     | 14,4 |       |
| 5       | Giorgio Mazza      | 14,6 |       |
| 6       | Kenneth Johanson   | 14,7 |       |